# Кевин Янсон
Кевин Янсон е шведски футболист, който играе в Гуангол като полузащитник.

## Кариера
През 2019 г. Янсон подписва с втородивизионния Мелбю от юношеската академия на Хелзингборг. Преди втората част на сезон 2019/20 подписва с втородивизионния датски Фремад Амагер. През януари 2021 г. той подписва договор до лятото на 2023 г. с Ботев (Пловдив).